# Момбеков, Юсуп
Юсуп Момбеков — советский хозяйственный, государственный и политический деятель, Герой Социалистического Труда.

## Биография
Родился в 1926 году в селе Маданият (ныне — Бурганду) Джалал-Абадского кантона. Член КПСС.
С 1942 года — на хозяйственной, общественной и политической работе. В 1942—1983 гг. — колхозник колхоза «Кызыл-Жылдыз», бухгалтер в колхозе «Бурганду», заместитель правления в колхозе имени Карла Маркса Ленинского района Джалал-Абадской области Киргизской ССР, председатель колхоза имени Калинина Ленинского района Ошской области Киргизской ССР.
Указом Президиума Верховного Совета СССР от 10 декабря 1973 года присвоено звание Героя Социалистического Труда с вручением ордена Ленина и золотой медали «Серп и Молот».
Избирался депутатом Верховного Совета Киргизской ССР 8-го и 10-го созывов.
Умер в Ленинском районе в 1983 году.